# Паралихтиеви
Паралихтиевите (Paralichthyidae) са семейство актиноптери от разред Писиеподобни (Pleuronectiformes).
Таксонът е описан за пръв път от Чарлз Тейт Риган през 1910 година.

## Родове
- Ancylopsetta
- Cephalopsetta
- Citharichthys
- Cyclopsetta
- Etropus
- Gastropsetta
- Hippoglossina
- Paralichthys – Калкани боло
- Pseudorhombus
- Syacium
- Tarphops
- Tephrinectes
- Thysanopsetta
- Xystreurys